# Президент Придністровської Молдавської Республіки
Президент невизнаної Придністровської Молдавської Республіки — так званий «глава» невизнаної держави, що очолює виконавчу владу в ПМР.
Тривалий час із 1990 року, з моменту утворення ПМР, президентом був Ігор Смирнов. З 30 грудня 2011 по 16 грудня 2017 року цю посаду обіймав Євген Васильович Шевчук. Наступником Шевчука став Вадим Красносельський.

## Повноваження
Згідно зі ст. 70-71 «конституції» Придністров'я, президент ПМР:
- є гарантом Конституції і законів ПМР, прав і свобод людини і громадянина, забезпечує точне виконання Конституції і законів;
- вживає заходів з охорони суверенітету Республіки, її незалежності та територіальної цілісності, забезпечує узгоджене функціонування і взаємодія всіх органів державної влади;
- розробляє концепцію внутрішньої і зовнішньої політики держави і вживає заходів до її реалізації;
- представляє ПМР всередині країни і в міжнародних відносинах;
- визначає повноваження Віце-Президента ПМР;
- є Головнокомандуючим ЗС ПМР і приймає будь-які законні заходи, спрямовані на зміцнення обороноздатності Республіки
- у передбачених Конституцією випадках вводить на території Придністровської Молдавської Республіки воєнний стан з негайним повідомленням про це Верховній Раді.

«Президент» має право помилування, вирішує питання громадянства, надання політичного притулку, засновує нагороди, встановлює звання.

## Обмеження, що накладаються на «президента»
Президент не може обіймати будь-яку іншу оплачувану посаду, здійснювати підприємницьку та іншу діяльність, за винятком наукової, викладацької та іншої творчої діяльності, входити до складу керівного органу чи наглядової ради комерційної організації, бути депутатом Верховної Ради та інших представницьких органів у Придністров'ї. На весь термін своїх повноважень Президент призупиняють членство в політичних партіях та інших громадських об'єднаннях, що переслідують політичні цілі.